# Orgellandschaft Japan
Der Beginn einer Orgellandschaft Japan, einer Orgellandschaft mit historisch bedingten regionalen Orgel-Eigenschaften,  ist im Jahre 1597 zu sehen, als die erste Pfeifenorgel von christlichen Missionaren nach Japan gebracht wurde. Zwischen 1606 und 1613 wurden mehrere Pfeifenorgeln in Japan unter der Anleitung eines italienischen Priesters aus Bambus hergestellt. Während des Verbotes des Christentums in Japan von 1613 bis 1873 war jedoch an den Gebrauch von Orgeln nicht mehr zu denken.
Mit Beginn der Öffnung Japans gelangte in den 1860er Jahren als erstes aerophones Tasteninstrument das Harmonium nach Japan. So wurde auch die bachsche Orgelmusik den Japanern zunächst in der Bearbeitung für Harmonium bekannt. Die japanische Firma Yamaha produzierte noch bis in die 1990er Jahre Harmonien.
Noch im letzten Viertel des 19. Jahrhunderts setzte der Import von Orgeln nach Japan wieder ein. Neuen Aufschwung nahm die japanische Orgellandschaft seit den 1960er Jahren, als vor allem deutsche (später auch niederländische und französische) Orgelbaufirmen zahlreiche Orgeln nach Japan exportierten. Seitdem haben sich in Japan auch mehrere einheimische Orgelbauer etabliert.
Heute gibt es in Japan schätzungsweise 1100 Pfeifenorgeln, etwa 700 davon befinden sich in Kirchen, Schulen und Konzertsälen. Dies bedeutet, dass nur knapp 10 % der etwa 6900 christlichen Kirchen in Japan mit Pfeifenorgeln ausgestattet sind; in den meisten anderen Fällen wird ein elektronisches Instrument oder ein Klavier verwendet. Als erste der heute rund 30 japanischen Konzertsaalorgeln wurde 1961 die Orgel der Beethovenhalle der Universität Musashino am Stadtrand Tokios von der Bonner Firma Klais erbaut (4 Manuale, 55 Register).
Als bedeutendste japanische Konzertorgel gilt heute die Orgel in der Grand Hall des Tokyo Metropolitan Art Space mit insgesamt 126 Registern und über 9000 Pfeifen, erbaut 1991 von dem französischen Orgelbauer Marc Garnier. Die Orgel ist um 180° drehbar und besitzt einen doppelten Prospekt: Die eine Seite zeigt einen klassischen Orgelprospekt mit dreimanualigem Spieltisch, von dem aus zwei Orgelwerke anspielbar sind, eines im niederländischen Renaissance-Stil des 17. Jahrhunderts oder wahlweise eines im deutschen Barockstil des 18. Jahrhunderts. Die andere Seite zeigt einen modernen Orgelprospekt, von dem aus ein fünfmanualiges Orgelwerk im französischen romantisch-symphonischen Stil des 19. Jahrhunderts spielbar ist. Die Orgel besteht also im Grunde aus drei selbstständigen Instrumenten mit ihren charakteristischen historischen Eigenarten und Stimmungen. Das alte Problem der Universalorgel („auf der man alles spielen kann, nur nichts authentisch“) ist darum hier in neuer und origineller Weise gelöst worden.
Als weiteres originelles Instrument ist die 1995 erbaute Klais-Orgel in der Konzerthalle von Kyōto zu nennen (4 Manuale, 90 Register): diese Orgel besitzt vier Register, welche traditionelle japanische Musikinstrumente imitieren. Die Labialregister Shakuhachi 8′ (im Récit expressif) und Shinobue 4′ (im Schwellwerk) sind von den gleichnamigen japanischen Bambusflöten inspiriert (siehe Shakuhachi), während die Register Shō 8′ (im Grand Chœur) und Hichiriki 8′ (im Schwellwerk) durchschlagende Zungenregister sind, welche die Durchschlagzungen-Mundorgel Shō und das Doppelrohrblattinstrument Hichiriki nachahmen. Zur Entwicklung dieser Register wurden die Klangspektren der entsprechenden japanischen Instrumente genau analysiert, um ihre Klangcharakteristik möglichst gut zu treffen.